# Myndy Crist
Myndy Zeno (*5. únor 1975, Detroit, USA) je americká herečka, využívající spíše jména Myndy Crist.

## Počátky
Narodila se v Detroitu, ale vyrostla v Kalifornii, konkrétně ve městě Marin County. Vystudovala UCLA School, obor divadlo a film.

## Kariéra
Před kamerou se poprvé objevila v roce 1995, konkrétně v seriálu Living Single. I nadále se prosazovala spíše jako seriálová herečka a herečka z televizních filmů. Čeští diváci jí mohli vidět v seriálech jako Dr. House, Sběratelé kostí, Pohotovost nebo Mentalista.
Objevila se ale i v několika známějších filmech, ke kterým patří Stroj času s Guyem Pearcem, Řetěz bláznů, kde se objevili například Steve Zahn, Salma Hayek, Jeff Goldblum nebo Elijah Wood, nebo Zavěste, prosím s Meg Ryanovou, Diane Keatonovou, Lisou Kudrow nebo Watlerem Matthauem.

## Osobní život
Je provdaná za Joshe Stamberga, má s ním jedno dítě.

## Filmografie
- 1995 - Living single (TV seriál), Too Something (TV seriál)
- 1996 - Static
- 1997 - Damian Cromwell's Postcards from America (TV seriál), Bravo, Girls!
- 1999 - The Expandables (TV film), Dva z Queensu (TV seriál), Pohotovost (TV seriál)
- 2000 - What we talk about when we talk about love, Stydlivý polda, Zavěste, prosím, Řetěz bláznů
- 2001 - Míč a řetěz (TV seriál), Taking back our town (TV film)
- 2002 - Ten, kdo tě chrání (TV seriál), Stroj času, Extra zprávy (TV seriál), Baseball Wives (TV film)
- 2003 - Zákon a pořádek (TV seriál), Beze stopy (TV seriál), Dva a půl chlapa (TV seriál), Odpočívej v pokoji (TV seriál)
- 2004 - Odložené případy (TV seriál), Dr. House (TV seriál), Policie New York (TV seriál)
- 2005 - 24 hodin (TV seriál), Kriminálka Miami (TV seriál), Clubhouse (TV seriál), Drzá Jordan (TV seriál)
- 2006 - Chirurgové (TV seriál)
- 2007 - Backyards & Bullets (TV film), The Jane Austen Book Club
- 2009 - Jedenáctá hodina (TV seriál), Mentalista (TV seriál), Drop Dead Diva (TV seriál)
- 2010 - Sběratelé kostí (TV seriál)